# Чинкультик
Чинкультик (исп. Chinkultic) — руины города цивилизации майя в мексиканском штате Чьяпас, лагуна Чунухабаб. В руинах, обнаруженных в начале XX века, раскопано около 200 зданий и сооружений, относящихся в основном к классическому периоду месоамериканской хронологии.
Первые следы человеческих поселений на месте Чинкультика относятся к позднему доклассическому периоду, около I в. до н. э. Во время классического периода Чинкультик превращается в региональный центр власти. Вероятно, влияние его было обусловлено тем фактом, что город держал в заложниках представителей знатных семей из других городов; на это указывают частые изображения пленников.
Несмотря на большое количество обнаруженных надписей, относящихся к периоду 591—897 гг. н. э., история местной династии всё ещё плохо изучена. Находки керамики, возможно, свидетельствуют о том, что город, несмотря на упадок, был населён длительное время в постклассический период.